# Ozicrypta hollinsae
Ozicrypta hollinsae là một loài nhện trong họ Barychelidae. Loài này phân bố ờ Queensland.